# Hastingsiet
Het mineraal hastingsiet is een natrium-calcium-ijzer-aluminium-inosilicaat met de chemische formule NaCa2Fe2+4Fe3+(Si6Al2O22)(OH)2. Het behoort tot de amfibolen.

## Eigenschappen
Het donkergroene of zwarte hastingsiet heeft een groengrijze streepkleur, een glasglans en een perfecte splijting volgens het kristalvlak [110]. De gemiddelde dichtheid is 3,38 en de hardheid is 6. Het kristalstelsel is monoklien en het mineraal is niet radioactief.

## Naamgeving
Hastingsiet is genoemd naar de plaats waar het voor het eerst beschreven is, de Hastings county in Ontario, Canada.

## Voorkomen
Hastingsiet is een amfibool dat vooral gevormd wordt in nefelien-syeniet gesteente. De typelocatie is Dungannon, Hastings Co., Ontario, Canada. Het mineraal wordt ook gevonden in de Calamite mijn op het Italiaanse eiland Elba.